# Estado de derecho

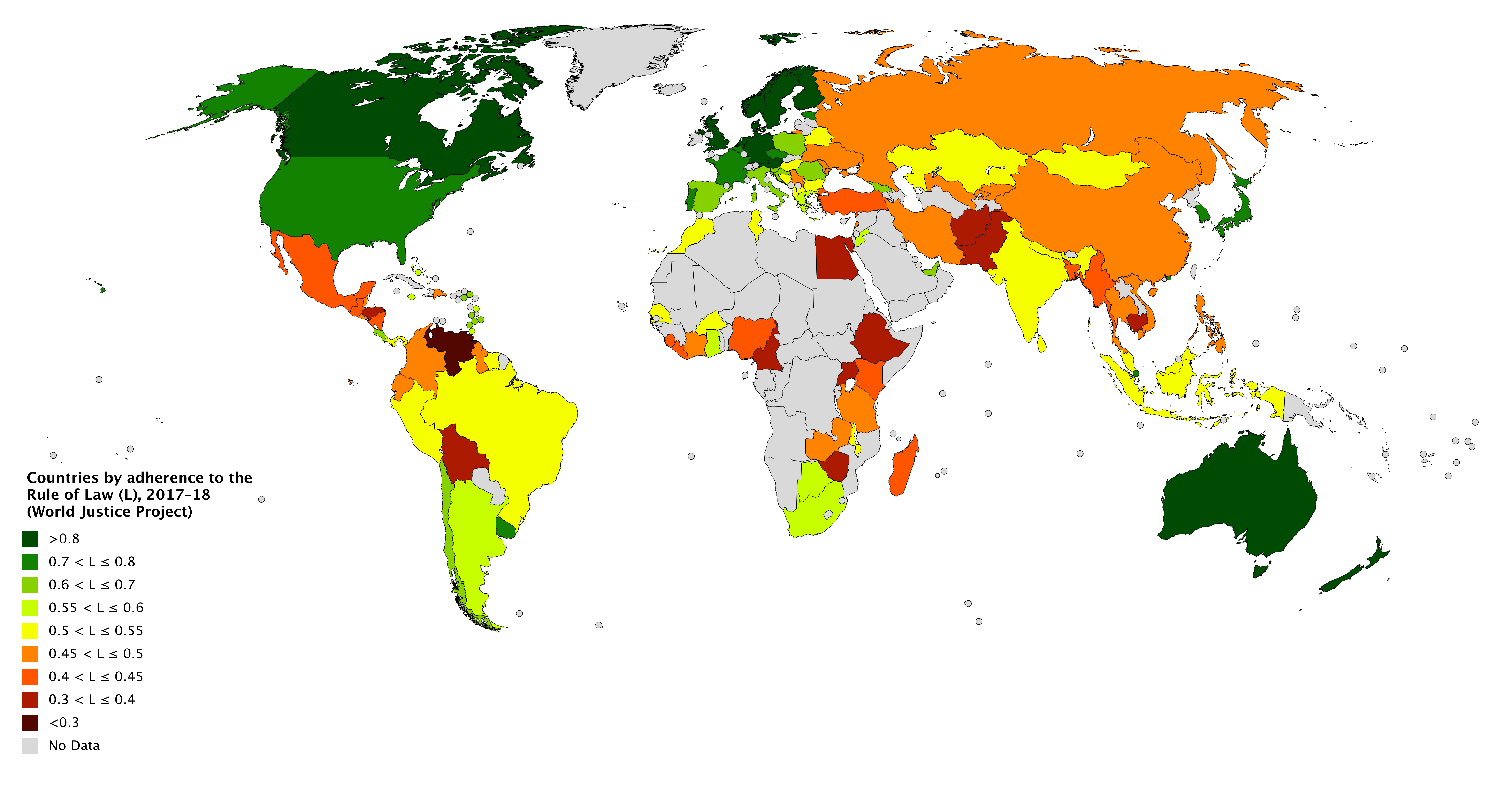
Índice de Estado de derecho, años 2017-2018

El Estado de derecho es la filosofía política de que todos los ciudadanos e instituciones dentro de un país, estado o comunidad son responsables ante las mismas leyes divulgadas públicamente, incluidos los legisladores y los líderes. Es una condición política que no hace referencia a ninguna ley en concreto. El Estado de derecho implica que cada persona está sujeta a la ley, incluidas las personas que son legisladores  y jueces, encargados de hacer cumplir la ley. Cualquier medida o acción debe estar sujeta a una norma jurídica escrita y las autoridades del Estado están limitadas estrictamente por un marco jurídico preestablecido que aceptan sus formas y contenidos. Por lo tanto, toda decisión de sus órganos de gobierno ha de estar sujeta a procedimientos regulados por ley y guiados por absoluto respeto a los derechos.
Lo anterior contrasta con lo que sucede ocasionalmente en muchas dictaduras personales, donde el deseo del dictador es la de una gran medida de acciones sin que medie una norma jurídica. En un Estado de derecho las leyes organizan y fijan límites de derechos en que toda acción está sujeta a una norma jurídica previamente aprobada y de conocimiento público (en ese sentido no debe confundirse un Estado de derecho con un Estado democrático, aunque ambas condiciones suelan darse simultáneamente). Esta acepción de Estado de derecho es la llamada "acepción débil" o "formal" del Estado de derecho que se rige por la Constitución.
En un Estado de derecho, toda acción social y estatal encuentra sustento en la norma; es así que el poder del Estado queda subordinado al orden jurídico vigente por cumplir con el procedimiento para su creación y es eficaz cuando se aplica en la realidad con base en el poder del Estado a través de sus órganos de gobierno, creando así un ambiente de respeto absoluto del ser humano y del orden público.
El término Estado de derecho tiene su origen en la doctrina alemana del Rechtsstaat. El primero que lo utilizó fue Robert von Mohl en su obra  La ciencia de política alemana en conformidad con los principios de los Estados de derecho (en alemán Die deutsche Polizei-wissenschaft nach den Grundsätzen des Rechtsstaates), sin embargo, la mayoría de los autores alemanes ubican el origen del concepto en la obra de Immanuel Kant. 
En muchos países como por ejemplo Estados Unidos, España, Francia y Alemania, el concepto de Estado de derecho es análogo al principio de la supremacía de una Constitución. En otros como el Reino Unido no hay una Constitución sino un conjunto de leyes que están en continua evolución: el término más equivalente en términos conceptuales es el imperio de la ley o en inglés rule of law.

## Índice de Estado de derecho
El índice de Estado de derecho es creado por World Justice Project en el cual se mide ocho pilares para crear el índice de Estado de derecho donde 1.00 es la calificación más alta significando un Estado de derecho fuerte y 0.00 la más baja siendo un Estado de derecho débil.
Los pilares son:
1. Restricciones a los poderes del Gobierno
2. Ausencia de corrupción
3. Gobierno abierto
4. Derechos fundamentales
5. Orden y seguridad
6. Aplicación reglamentaria
7. Justicia civil
8. Justicia penal

| Puesto | País            | Puntuación | Puntuación | Metodología                              | Metodología            | Metodología      | Metodología            | Metodología       | Metodología              | Metodología    | Metodología    |  |
| Puesto | País            | 2022       | 2021       | Restricciones A los Poderes del Gobierno | Ausencia de Corrupción | Gobierno Abierto | Derechos Fundamentales | Orden y Seguridad | Aplicación Reglamentaria | Justicia Civil | Justicia Penal |  |
| ------ | --------------- | ---------- | ---------- | ---------------------------------------- | ---------------------- | ---------------- | ---------------------- | ----------------- | ------------------------ | -------------- | -------------- |  |
| 1      | Dinamarca       | 0.90       | 0.90       | 0.95                                     | 0.96                   | 0.87             | 0.92                   | 0.93              | 0.90                     | 0.87           | 0.83           |  |
| 2      | Noruega         | 0.89       | 0.90       | 0.93                                     | 0.93                   | 0.87             | 0.91                   | 0.93              | 0.87                     | 0.84           | 0.84           |  |
| 3      | Finlandia       | 0.87       | 0.88       | 0.91                                     | 0.89                   | 0.86             | 0.89                   | 0.91              | 0.86                     | 0.81           | 0.83           |  |
| 4      | Suecia          | 0.86       | 0.86       | 0.86                                     | 0.90                   | 0.85             | 0.86                   | 0.92              | 0.83                     | 0.83           | 0.80           |  |
| 5      | Países Bajos    | 0.83       | 0.83       | 0.85                                     | 0.88                   | 0.83             | 0.84                   | 0.85              | 0.85                     | 0.84           | 0.75           |  |
| 6      | Alemania        | 0.83       | 0.84       | 0.86                                     | 0.83                   | 0.79             | 0.85                   | 0.89              | 0.86                     | 0.83           | 0.78           |  |
| 7      | Nueva Zelanda   | 0.83       | 0.83       | 0.85                                     | 0.88                   | 0.81             | 0.81                   | 0.89              | 0.85                     | 0.78           | 0.74           |  |
| 8      | Luxemburgo      | 0.83       | 0.83       | 0.83                                     | 0.85                   | 0.79             | 0.85                   | 0.93              | 0.85                     | 0.77           | 0.73           |  |
| 9      | Estonia         | 0.82       | 0.81       | 0.83                                     | 0.81                   | 0.80             | 0.83                   | 0.89              | 0.81                     | 0.81           | 0.74           |  |
| 10     | Irlanda         | 0.81       | 0.81       | 0.83                                     | 0.81                   | 0.80             | 0.82                   | 0.94              | 0.83                     | 0.73           | 0.72           |  |
| 11     | Austria         | 0.80       | 0.81       | 0.84                                     | 0.80                   | 0.71             | 0.84                   | 0.90              | 0.81                     | 0.74           | 0.78           |  |
| 12     | Canadá          | 0.80       | 0.80       | 0.83                                     | 0.82                   | 0.79             | 0.81                   | 0.91              | 0.81                     | 0.69           | 0.74           |  |
| 13     | Australia       | 0.79       | 0.79       | 0.81                                     | 0.81                   | 0.80             | 0.78                   | 0.87              | 0.81                     | 0.73           | 0.79           |  |
| 14     | Bélgica         | 0.79       | 0.79       | 0.83                                     | 0.80                   | 0.78             | 0.84                   | 0.82              | 0.75                     | 0.71           | 0.79           |  |
| 15     | Reino Unido     | 0.79       | 0.79       | 0.82                                     | 0.83                   | 0.80             | 0.81                   | 0.84              | 0.80                     | 0.70           | 0.70           |  |
| 16     | Japón           | 0.79       | 0.79       | 0.73                                     | 0.82                   | 0.70             | 0.78                   | 0.92              | 0.80                     | 0.78           | 0.76           |  |
| 17     | Singapur        | 0.78       | 0.78       | 0.67                                     | 0.91                   | 0.62             | 0.67                   | 0.93              | 0.85                     | 0.79           | 0.77           |  |
| 18     | Lituania        | 0.76       | 0.75       | 0.76                                     | 0.72                   | 0.75             | 0.78                   | 0.89              | 0.74                     | 0.79           | 0.69           |  |
| 19     | Corea del Sur   | 0.73       | 0.74       | 0.70                                     | 0.66                   | 0.71             | 0.75                   | 0.84              | 0.74                     | 0.75           | 0.70           |  |
| 20     | República Checa | 0.73       | 0.73       | 0.73                                     | 0.66                   | 0.69             | 0.78                   | 0.89              | 0.71                     | 0.69           | 0.69           |  |
| 21     | Francia         | 0.73       | 0.72       | 0.73                                     | 0.75                   | 0.76             | 0.74                   | 0.79              | 0.76                     | 0.70           | 0.63           |  |
| 22     | Hong Kong       | 0.73       | 0.75       | 0.58                                     | 0.83                   | 0.70             | 0.59                   | 0.92              | 0.79                     | 0.72           | 0.69           |  |
| 23     | España          | 0.73       | 0.73       | 0.73                                     | 0.73                   | 0.70             | 0.79                   | 0.83              | 0.70                     | 0.66           | 0.68           |  |
| 24     | Letonia         | 0.72       | 0.71       | 0.70                                     | 0.67                   | 0.72             | 0.77                   | 0.85              | 0.71                     | 0.68           | 0.68           |  |
| 25     | Uruguay         | 0.71       | 0.71       | 0.75                                     | 0.74                   | 0.73             | 0.78                   | 0.71              | 0.71                     | 0.72           | 0.56           |  |

## Concepciones y requisitos
Un Estado es un conjunto de instituciones públicas que controla un territorio o unidad política superior, de manera autónoma y completamente soberana. Los países tienen organizaciones estatales, estas pueden ser de dos tipos:
- Estados autocráticos, en los que la autoridad máxima gobierna de manera autocrática (sistemas caracterizados porque gobierna una sola persona o grupo que es quien tiene el poder total, sin responder de sus actos a otra autoridad), o por el contrario pueden ser Estados de derechos. En estos, la autoridad máxima está sujeta a leyes y normas escritas, el Estado tiene pluralidad y en general existen mecanismos por el cual otro grupo de personas pueda alternar a las personas que en un momento tienen el poder. En estos Estados existe en general división de poderes y un equilibrio de poderes y contrapoderes entre las instituciones existentes. Frecuentemente los "Estados de derecho" son además democracias participativas, aunque no siempre un Estado de derecho tiene organización democrática, ya que la única condición es la existencia de un código de leyes escrito, y no la participación ciudadana en general.

Existen dos acepciones tradicionales del concepto Estado de derecho:
- La acepción débil o meramente formal (Estado de derecho en sentido formal), el único requisito para que un Estado sea de derecho según esta acepción es que en su organización político-social de «cualquier poder deba ser conferido por la ley y ejercido en las formas y procedimientos establecidos por ella». Esta acepción no excluye a los Estados autoritarios, ya que la anterior condición puede ser satisfecha por sus sistemas jurídicos.
- La acepción fuerte o substantiva (Estado de derecho en sentido real o material), requiere además que «cualquier poder sea limitado por la ley, que condiciona no solo sus formas sino también sus contenidos»[6] Esta segunda condición según qué contenidos sean señalados como deseables excluiría a los estados totalitarios.

Si se fijan una serie de requisitos como los siguientes:
1. Deben crearse diferentes órganos del cuerpo del Estado y cada uno de ellos debe asumir una de las funciones de Estado.
2. Esos órganos de poder del Estado deben actuar autónomamente. Es decir, sus dictámenes o decisiones no pueden ser invalidados, modificados o anulados por otro órgano.
3. Debe estar establecida la forma en que se nombran los titulares del respectivo órgano, y las solemnidades y procedimientos para poner término a sus cargos.
4. El poder debe estar institucionalizado y no personalizado, vale decir, debe recaer en instituciones jurídico-políticas y no en autoridades específicas, las cuales tienen temporalmente el poder en sus manos mientras revisten su cargo.
5. Tal vez el requisito más importante tiene que ver con que tanto las normas jurídicas del respectivo Estado como las actuaciones de sus autoridades cuando aplican dichas normas jurídicas, deben respetar, promover y consagrar los derechos esenciales que emanan de la naturaleza de las personas y de los cuerpos intermedios que constituyen la trama de la sociedad.

Para la acepción débil del Estado de derecho se requeriría satisfacer las cuatro primeras condiciones, mientras que la quinta condición es típica de una acepción fuerte del Estado de derecho. Ha existido un considerable debate sobre la utilidad de las dos acepciones: El Estado de derecho en sentido formal y el Estado de derecho en sentido material. Autores como Joseph Raz son partidarios de usar el término Estado de derecho en sentido formal, reduciéndolo al principio de legalidad:

Un sistema jurídico no democrático, basado en la negación de los derechos humanos, en una gran pobreza, en segregación racial, en desigualdad sexual y en la persecución religiosa puede, en principio, conformarse a los requerimientos del Estado cualesquiera de los sistemas jurídicos de las más ilustradas democracias occidentales. Esto no significa que este sistema sea mejor que aquellas democracias occidentales. Sería un sistema jurídico inconmensurablemente pero sobresaldría en un aspecto: en su conformidad al Estado de derecho.
J. Raz: La autoridad del derecho

El ordenamiento jurídico del Estado debe reunir una serie de características que dan origen a un Estado de derecho real o material.
En cambio otros autores, entre ellos el mexicano Reyes Heroles se adhieren a una acepción material o sustantiva y consideran que el Estado de derecho se asientan en cuatro principios amplios:
1. Principio de legalidad.
2. Obligatoriedad del derecho con respecto al Estado.
3. La supremacía de la constitución.
4. La responsabilidad del estado por sus actos frente a los ciudadanos.

### El Estado derecho en sentido formalmente hablando
Estado de derecho es aquel en el que la ley es el instrumento preferente para guiar la conducta de los ciudadanos. La transparencia, predictibilidad y generalidad están implícitas en él. Esto conlleva a que se facilite las interacciones humanas, permite la prevención y solución efectiva, eficiente y pacífica de los conflictos; y nos ayuda al desarrollo sostenible y a la paz social. Para un Estado de derecho efectivo es necesario:
- Que el derecho sea el principal instrumento de gobierno.
- Que la ley sea capaz de guiar la conducta humana.
- Que los poderes la interpreten y apliquen congruentemente.

### El Estado de derecho en sentido material
El vínculo a la observación de las leyes sería inútil e ineficaz si no se pudiera garantizar que las leyes que ellos mismos definieron sean los garantes de los derechos fundamentales. Por lo tanto, los elementos formales del Estado de derecho se han desarrollado y ampliado por parte de elementos materiales del Estado, en particular mediante la adopción de normas que protegen los derechos fundamentales.
Por ejemplo, la Constitución federal de la Confederación Suiza establece:
1. El derecho es la base y el límite de la actividad del Estado.
2. La actividad del Estado debe responder a un interés público y ser proporcionada al fin buscado.
3. Los órganos del Estado y los particulares deben actuar de manera conforme a las reglas de la buena fe.
4. La Confederación y los cantones deben respetar el derecho internacional.

Ejemplos de concreción material para el Estado de derecho (extraídas del catálogo de los derechos fundamentales de la Constitución Federal de la Confederación Suiza de 18 de abril de 1999):
Art. 7 La dignidad humana
1. La dignidad humana debe ser respetada y protegida.

Art. 8 Igualdad ante la ley
1. Todos los seres humanos son iguales ante la ley.
2. Nadie podrá ser discriminado (por el estado), en particular a causa de su origen, raza, sexo, edad, idioma, posición social, el modo de vida, convicciones religiosas, filosóficas o políticas, o por causa de una deficiencia corporal, mental o psíquica.
3. El hombre y la mujer son iguales en derechos. La ley debe garantizar su igualdad de derecho y de hecho, en particular en los dominios de la familia, la educación y el trabajo.
4. La ley procurará medidas encaminadas a la eliminación de las desigualdades que afectan a las personas con discapacidad.

Por otra parte, de acuerdo con el Índice del Estado de derecho publicado anualmente por proyecto mundial de justicia (World Justice Project), un Estado de derecho es aquel en el cual se respetan los siguientes cuatro principios: 
1. El gobierno en su conjunto y sus funcionarios son públicamente responsables ante la ley;
2. Las leyes son claras, públicas, estables, y  justas, y protegen derechos fundamentales tales como la seguridad de los ciudadanos y la defensa de su propiedad;
3. El proceso a través del cual las leyes son aprobadas, administradas, e implementadas es accesible, justo, y eficiente;
4. El acceso a la justicia es garantizado por representantes e instancias jurídicas que son competentes, independientes, éticas, suficientes en número, que tienen recursos suficientes, y que reflejan las características de las comunidades que sirven.

## El Estado constitucional
Según algunas personas y autores,[¿quién?] la presencia de una Constitución rígida y del control de legitimidad constitucional daría lugar a una legitimidad constitucional del Estado en lo que se describió como Estado constitucional.
El surgimiento del Estado de derecho coincide con el final del absolutismo e implica la imposición de la burguesía entre el siglo XVIII y siglo XIX, que a partir del poder económico alcanzado impusieron reclamos políticos y determinaron una transformación radical en la sociedad y el concepto de Estado.
En teoría, la proclamación del Estado de derecho surge como oposición explícita al Estado absolutista. En esta última forma de Estado, los titulares del poder eran «absolutos», o sea que se liberaban de cualquier poder superior a ellos. Actualmente, de hecho, en gran parte de los Estados del mundo los derechos civiles y políticos están garantizados a todos los individuos sin distinción, gracias a la evolución histórica y política que, a partir del Estado absolutista, ha aportado al surgimiento de lo que se conoce como Estado de derecho.
Podemos reconocer un ejemplo precursor del Estado de derecho en la constitución inglesa del siglo XVII. La Revolución Gloriosa, combatida contra el absolutismo de la dinastía Estuardo conduce a una serie de documentos (el Bill of Rights, el habeas corpus, el Acta de Establecimiento), que demuestra la inviolabilidad de los derechos fundamentales de los ciudadanos y de la subordinación del rey al parlamento (que es representante del pueblo).
La proclamación consciente y presente del Estado de derecho se logra a través de las dos grandes revoluciones del siglo XVIII: la Declaración de Independencia de los Estados Unidos y la Revolución francesa.
Las críticas que se dirigen en general al Estado de derecho por la mayoría de la historiografía jurídica, a partir de diversas franjas ideológicas (socialistas, doctrina social de la Iglesia, por ejemplo) y las partes de la masa surgidas a fines del ochocientos y principios del novecientos es aquella de haber reconocido solo en abstracto los derechos humanos fundamentales, sin tratar la actuación concreta de tales derechos. Por lo tanto, se ha realizado en todos los Estados liberales de facto una situación que de hecho contrastaba con las proclamaciones de derecho prevista por los textos constitucionales vigentes. Estas deficiencias se subsanan con la introducción de los principios del Estado del bienestar y la democracia; concretándose en el llamado Estado social y democrático de derecho..